# Trogulus martensi
Trogulus martensi is een hooiwagen uit de familie kaphooiwagens (Trogulidae).